# Wisconsin (rivière)
Pour les articles homonymes, voir Wisconsin (homonymie).
Le Wisconsin est une rivière de 692 km de long, affluent du fleuve Mississippi et s'écoulant entièrement dans l'État auquel il a donné son nom (le Wisconsin), au nord des États-Unis.

## Géographie
Il prend sa source dans les forêts du nord-est de l'État de Wisconsin, dans le lac Vieux Désert sur la frontière avec le Michigan, puis il traverse une plaine glaciaire vers le sud, en passant par Wausau et Stevens Point. Dans le sud du Wisconsin, il rencontre une grande moraine où il forme les Dells de la rivière Wisconsin, une gorge spectaculaire. Au nord de Madison, il se tourne vers l'ouest et il se jette dans le Mississippi 15 km au sud de Prairie du Chien.